# Henificado

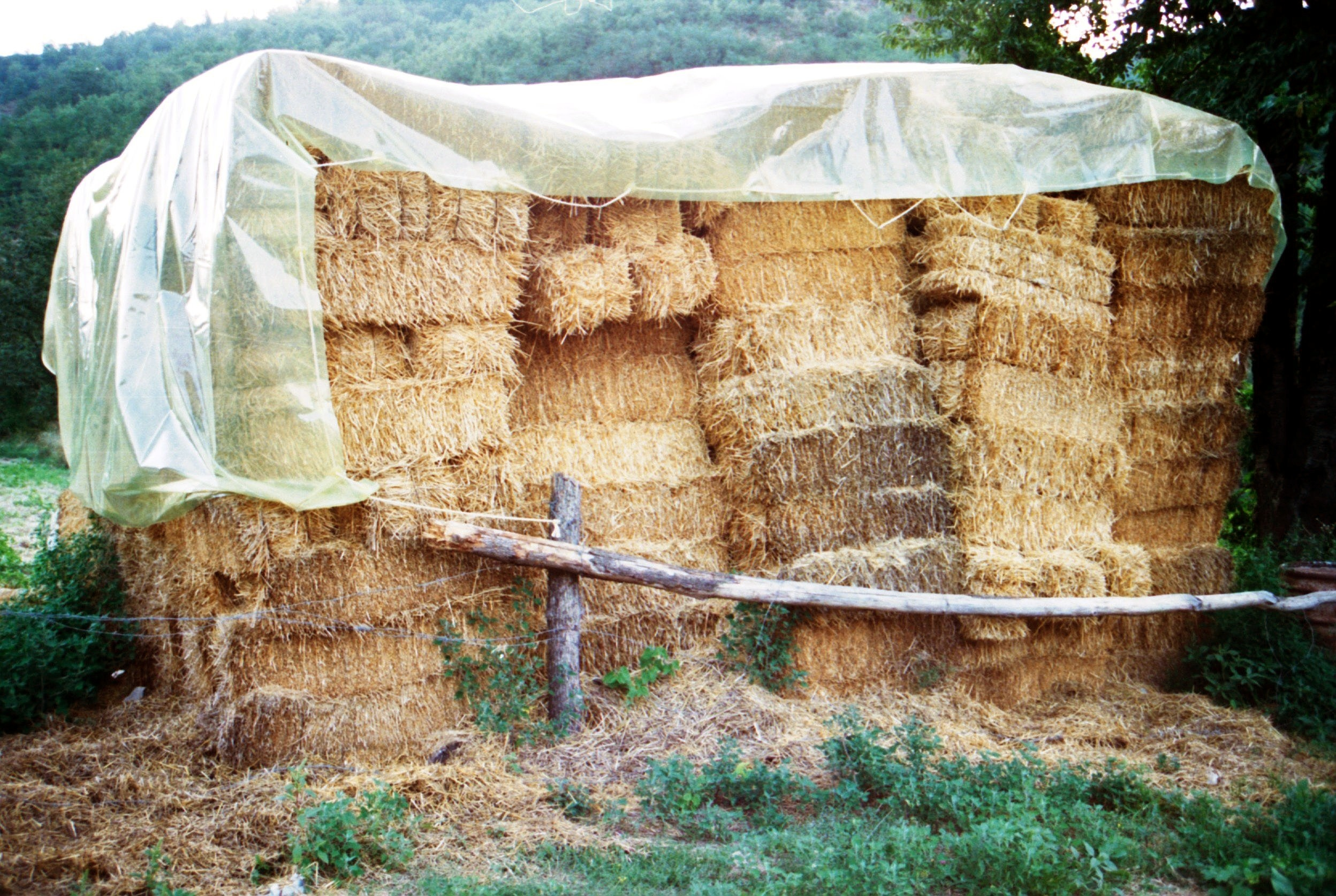
Pacas de heno o paja.

El henificado es el proceso de conservación del forraje una vez segado con una segadora, secado con una secadora  o con una deshidratadora y empacado usando una empacadora (Carmona-Victoria 2016).
Esta técnica es muy común en España por su bajo coste y fácil uso. El proceso de henificación dura al menos tres días: uno para segar, otro para secar y otro para empacar. El heno en seco no posee tantos elementos nutritivos como el ensilado, sin embargo, al estar libre de fermentaciones en el proceso, puede usarse en la alimentación tanto de animales adultos como en crías, cosa que no puede hacerse con el ensilado.
- Datos: Q5894373